# Náměstí Svobody (Hradec Králové)
Náměstí Svobody je náměstí u Tylova nábřeží v Hradci Králové. Má přibližně půlkruhový tvar, který je uprostřed přerušen Gočárovou třídou spolu s Pražským mostem. Z jeho severní části vede pěší zóna přes Masarykovo náměstí k Baťkovu náměstí.
Na náměstí sídlí Pedagogická fakulta a Filozofická fakulta Univerzity Hradec Králové.
Název náměstí se v průběhu historie mnohokrát měnil. Čtyři roky se jmenovalo po císaři Františku Josefovi I. (1914–1918), poté získalo název náměstí Svobody, který vydržel 19 let do roku 1937. Dále na dva roky neslo jméno dr. E. Beneše, již v roce 1939 se však vrátilo náměstí Svobody, ale vydrželo jen rok, kdy jej vystřídalo Labské náměstí. Znovu po dvou letech se v roce 1940 název změnil na Mozartovo náměstí, který prostranství vydržel do roku 1945.
Mezi lety 1945 a 1961 se náměstí jmenovalo Leninovo, poté Leninův odkaz převzalo vedlejší dnešní Masarykovo a toto náměstí bylo pojmenováno po Petru Jilemnickém. V souvislosti s vystavěním pomníku V. I. Lenina v roce 1970 se náměstí Petra Jilemnického změnilo na náměstí V. I. Lenina. Poslední změna názvu za vlády komunistické strany byla pouze formální, a to v roce 1981 znovu na Leninovo náměstí.
Po pádu komunismu byl náměstí, spolu se svržením Leninova pomníku, navrácen neideologický název náměstí Svobody.
V roce 2012 se uvažovalo o přejmenování na náměstí Václava Havla, ale s rozdílem jednoho hlasu zastupitelů města nebyl návrh schválen. Místo toho byla v roce 2019 jako náměstí Václava Havla pojmenována piazzetta univerzitního kampusu Na Soutoku UHK.

## Fotogalerie

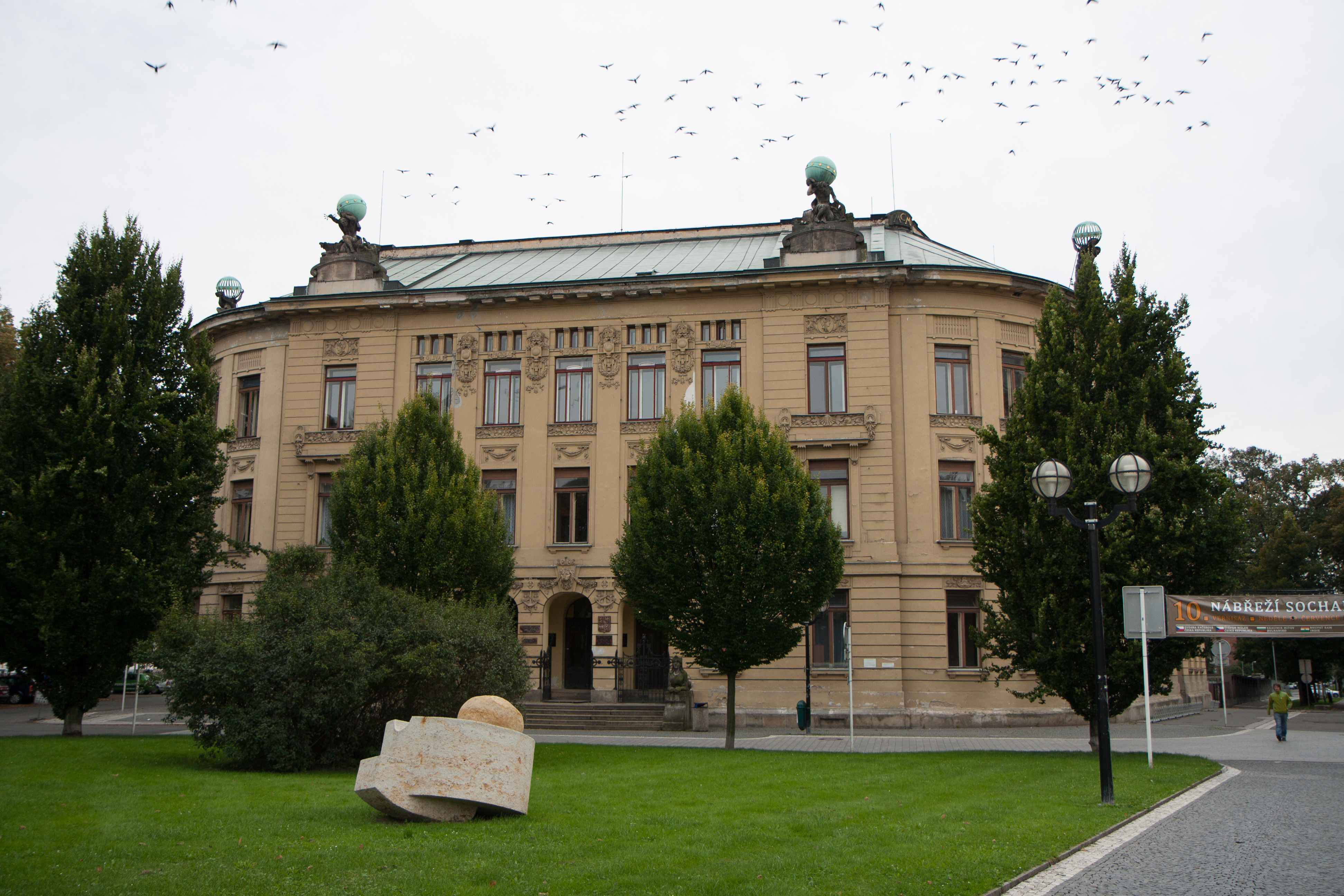
Pedagogická fakulta UHK
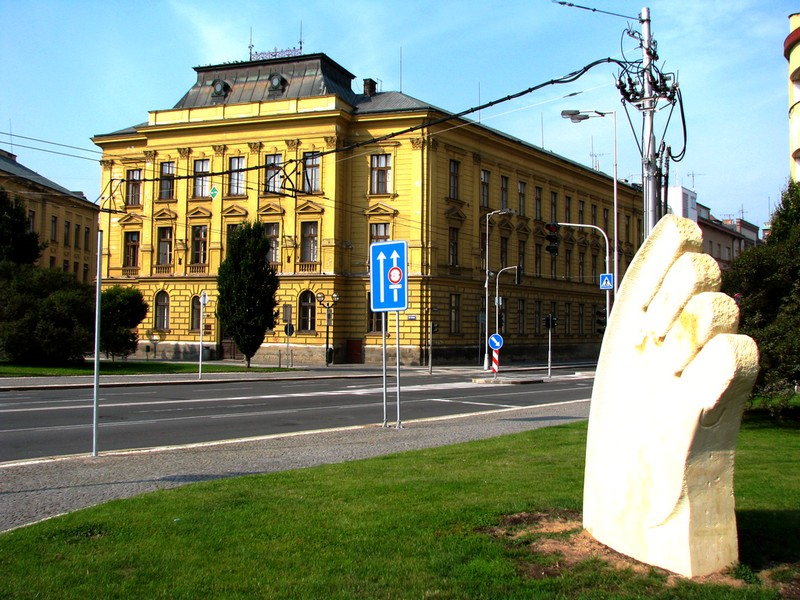
Pohled na budovu Filozofické fakulty UHK